# Ctenus valvularis
Ctenus valvularis là một loài nhện trong họ Ctenidae.
Loài này thuộc chi Ctenus. Ctenus valvularis được miêu tả năm 1882 bởi Hasselt.